# 江戸民具街道
江戸民具街道（えどみんぐかいどう）は、神奈川県足柄上郡中井町にある、江戸時代から戦前にかけての民具を灯火を中心に伝える資料館。

## 概要
約1500点の生活道具を展示しており、体験コーナーもある。

## 所在地
- 神奈川県足柄上郡中井町久所418

## 交通
JR東海道線二宮駅、国府津駅からバス比奈窪行・高尾行又は小田急小田原線秦野駅からバス（比奈窪乗り換え）で五所ノ宮停留所下車。